# Jarema Klich
Jarema Klich (ur. 29 stycznia 1968 we Wrocławiu, zm. 10 stycznia 2013 tamże) – polski gitarzysta klasyczny i pedagog.

## Życiorys
Urodził się 29 stycznia 1968 roku we Wrocławiu. Swoją profesjonalną przygodę z muzyką gitarową rozpoczął w Państwowej Szkole Muzycznej II stopnia im. Ryszarda Bukowskiego we Wrocławiu, gdzie był uczniem prof. Jana Prochownika. Następnie rozpoczął studia na Akademii Muzycznej im. Karola Lipińskiego we Wrocławiu w klasie gitary prof. Piotra Zaleskiego.

## Kariera
W 1989 roku został laureatem międzynarodowego konkursu gitarowego w Krakowie. Sukces ten powtórzył w 1995 roku podczas międzynarodowego konkursu gitarowego w Gdańsku. Koncertował w Europie, Egipcie, Indonezji, Tajlandii, Malezji, Singapurze i Chile, goszcząc również na prestiżowych festiwalach w Lyonie, Groningen, Brnie, Mikulovie czy Aalborg w Danii. Przez 25 lat współpracował z Krzysztofem Pełechem, z którym założył Wrocławskie Towarzystwo Gitarowe, aktywnie działające na rzecz promocji muzyki gitarowej. Współtworzył międzynarodowe projekty, m.in.: Wrocławski Festiwal Gitarowy GITARA+ i Letni Kurs Gitary w Krzyżowej. Z Krzysztofem Pełechem nagrał również dwie płyty. Współpracował także z innymi czołowymi postaciami polskiej muzyki, takimi jak: Ewa Małas-Godlewska, Stefania Toczyska, Krzesimir Dębski, Waldemar Malicki. Jako pedagog prowadził liczne lekcje mistrzowskie, był adiunktem w Akademii Muzycznej we Wrocławiu, a także nauczycielem w Zespole Szkół Muzycznych w Legnicy. Jednym z jego ostatnich artystycznych projektów był cykl opowiadań Portret Briana Brei.
Został pochowany na Cmentarzu Grabiszyńskim we Wrocławiu.

## Dyskografia
- Krzysztof Pełech & Jarema Klich (1996)[7]
- Kris & Yarema Duo „Classical Guitars” (2003) wyd. DUX

## Książki
- Portret Briana Brei, wyd. Marina 2011, ISBN 978-83-61872-28-3[8]
- Metodyka nauczania gry na gitarze, wyd Absonic[9][10]